# Владимировка (Великобагачанский район)
Владимировка (укр. Володимирівка) — село,
Радивоновский сельский совет,
Великобагачанский район,
Полтавская область,
Украина.
Код КОАТУУ — 5320284302. Население по переписи 2001 года составляло 99 человек.

## Географическое положение
Село Владимировка находится в 0,5 км от села Перекоповка.
По селу протекает пересыхающий ручей с запрудами.